# خباش
خباش (به عربی: خباش) یک منطقهٔ مسکونی در عربستان سعودی است که در استان نجران واقع شده‌است.